# Mefistofele
Mefistofele is een opera in een proloog, vier bedrijven en een epiloog van Arrigo Boito op een eigen libretto, dat hij baseerde op Johann Wolfgang von Goethes Faust I en II. De wereldpremière vond plaats op 5 maart 1868 in het Teatro alla Scala te Milaan.
De oorspronkelijke versie bleek echter veel te lang en de muziek te complex, waardoor de opera al na twee voorstellingen teruggetrokken werd. Boito toog gelijk aan het werk en kortte het werk dusdanig in, dat de vierde akte volledig geschrapt werd, en de oorspronkelijke vijfde akte omgewerkt werd tot epiloog. Daarnaast werd de rol van Faust omgewerkt van bariton naar tenor.
De gereviseerde versie werd voor het eerst opgevoerd in Bologna op 4 oktober 1875, met een betere cast, en werd een onmiddellijk succes. 
In 1876 voerde Boito nog enkele wijzigingen door, en deze uiteindelijke versie ging op 13 mei van dat jaar in première in Venetië.

## Inhoud

### Proloog

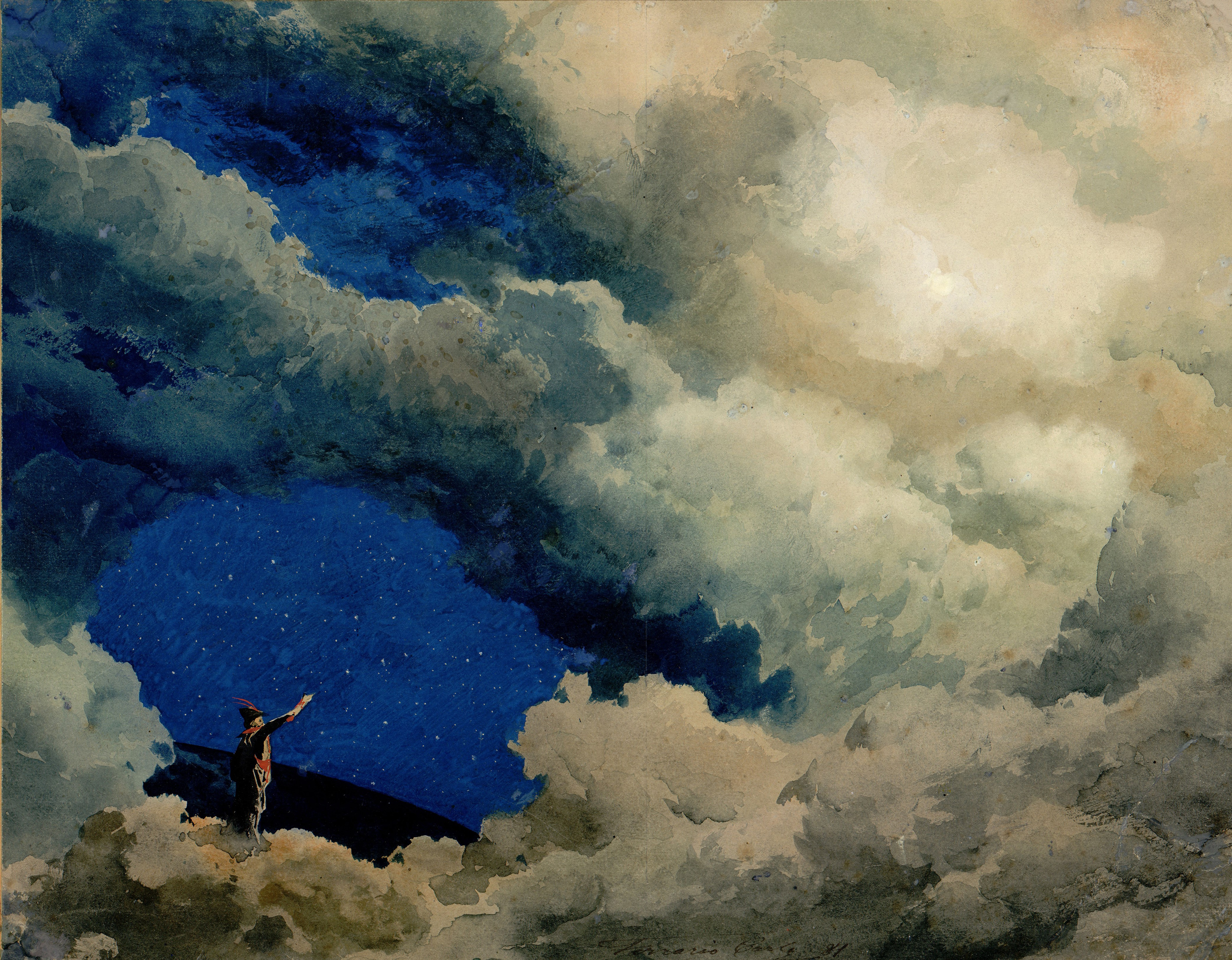
Schets voor de scenografie van de proloog

In de hemel bezingen de engelen de glorie van God, maar worden daarin gestoord door de komst van Mefistofeles. Deze verzoekt de "oude man" om een onderhoud, en hij probeert God te paaien, maar hij laat doorschemeren dat hij elk van Gods scheppingen kan verleiden. God vraagt of hij Faust kent, en wanneer de duivel hierop bevestigend antwoordt en vervolgens een weddenschap voorstelt, gaat God deze aan.

### Eerste bedrijf
Scène 1
De oudere dr. Faust en zijn pupil Wagner bekijken de paasvieringen op het grote plein in Frankfurt. Faust heeft het idee dat hij achtervolgd wordt door een mysterieuze, grijze monnik die kwaad in de zin heeft. Wagner wuift de gevoelens van zijn meester weg, en ze keren terug naar Fausts huis.
Scène 2
Faust zit in zijn studeerkamer te peinzen, maar zijn gedachtegang wordt verstoord door de plotselinge verschijning van de sinistere monnik, die hij nu herkent als een manifestatie van de duivel. Verre van bang, is Faust gefascineerd en gaat een discussie aan met Mefistofeles, wat culmineert in een pact waarbij Faust bij zijn dood zijn ziel aan de duivel zal geven, in ruil voor werelds genot voor de rest van zijn leven.

### Tweede bedrijf
Scène 1
Nu hij zijn jeugd terug heeft, maakt Faust Margareta, een dorpsmeisje, het hof. Zij is niet in staat zijn verleidelijke charmes te weerstaan, en gaat ermee akkoord haar moeder een slaapdrankje te geven, zodat zij ongestoord een nacht vol passie kunnen hebben. Ondertussen vermaakt Mefisto zich met Martha, de buurvrouw.
Scène 2
Mefistofeles heeft Faust meegenomen naar de Brockenberg om een heksensabbat bij te wonen. De duivel bestijgt zijn troon en uit zijn minachting voor de wereld en alle waardeloze bewoners. Als de orgie zijn hoogtepunt bereikt, krijgt Faust een visioen van Margareta, in ketenen en met doorgesneden keel. Mefistofeles verzekert hem dat het visioen vals was.

### Derde bedrijf
Fausts visioen wordt bewaarheid. Margareta zit in de gevangenis, volledig waanzinnig, omdat ze haar moeder vergiftigd heeft met het slaapdrankje, en omdat ze haar (Fausts) baby heeft verdronken. Faust smeekt Mefistofeles haar te helpen ontsnappen. Ze gaan haar cel binnen, maar Margareta herkent haar redders eerst niet. Haar vreugde om weer met Faust verenigd te zijn slaat om in gruwel als ze Mefistofeles ziet, en de duivel in hem herkent. Ze weigert nog langer deel te nemen aan het kwaad, en bidt tot God om vergeving. Ze zakt op de vloer in elkaar en het hemelse koor bezingt haar verlossing.

### Vierde bedrijf
Mefistofeles heeft Faust naar het oude Griekenland gebracht, waar Helena van Troje en haar volgelingen genieten van luxe op de weelderige oevers van een rivier. Faust, eleganter gekleed dan ooit, wint gemakkelijk het hart van de mooie vorstin. In een passionele woordenstroom verklaren zij elkaar hun eeuwige liefde en toewijding. 

### Epiloog
Terug in zijn studeerkamer bespiegelt Faust, nu weer een oude man, dat noch in de werkelijke wereld, noch in de illusionaire, hij in staat was de perfecte ervaring te vinden waar hij zo naar verlangde. Hij voelt dat zijn einde nabij is. Mefistoteles merkt zijn vertwijfeling, en vastbesloten om zijn doel te bereiken, nodigt hij Faust uit tot nog meer exotische avonturen. Een moment lang aarzelt Faust, maar dan grijpt hij plotseling zijn bijbel en roept om Gods vergeving. Mefistofeles is verslagen en verzinkt in de grond terwijl Faust sterft. De hemelse heerscharen bezingen wederom de ultieme verlossing.